# Życie jak muzyka – Live ’93
Życie jak muzyka: Live ’93 – koncertowy, piąty album w dorobku zespołu Izrael nagrany podczas trasy koncertowej po Polsce w 1993 roku. Nagrania z albumu pochodzą z koncertów w Krakowie i Białymstoku i zostały zarejestrowane magnetofonem kasetowym Tascam.
Pierwotnie wydany został na kasecie magnetofonowej przez Phonex. W 2001 roku ukazało się wznowienie na płycie kompaktowe nakładem wytwórni W Moich Oczach.
Część utworów („Let Me Know”, „Voting”) powstała podczas trasy, część podczas koncertu (improwizowany „From Warsaw to London”). Pojawiają się też dwie obce kompozycje; sztandarowy utwór Petera Tosha „Lagalize It” oraz „Slave Driver” Michaela E. Johnsona. 

## Lista utworów
Muzyka i słowa: Izrael, o ile nie zaznaczono inaczej.
| 01 . | „Nikt”                                           |  |
|      |                                                  |  |
| 02 . | „Riddim”                                         |  |
|      |                                                  |  |
| 03 . | „Let Me Know”                                    |  |
|      |                                                  |  |
| 04 . | „Cool Riders”                                    |  |
|      |                                                  |  |
| 05 . | „See I&I”                                        |  |
|      |                                                  |  |
| 06 . | „Legalize It” sł. i muz.:Peter Tosh              |  |
|      |                                                  |  |
| 07 . | „Voting”                                         |  |
|      |                                                  |  |
| 08 . | „Warriors”                                       |  |
|      |                                                  |  |
| 09 . | „Slave Driver” sł. i muz.: Michael E. Johnson    |  |
|      |                                                  |  |
| 10 . | „From Warsaw to London (livicated to M. Miller)” |  |
|      |                                                  |  |
| 11 . | „Wolny naród”[a]                                 |  |
|      |                                                  |  |
| 12 . | „Mania”/„Duchowa rewolucja”[a]                   |  |
|      |                                                  |  |

## Muzycy
- Robert „Goldrocker” Brylewski – śpiew, gitara
- Dariusz „Maleo” Malejonek – śpiew, gitara
- Vivian Quarcoo – śpiew
- Sławomir „DżuDżu” Wróblewski – gitara basowa
- Piotr „Stopa” Żyżelewicz – perkusja
- Piotr „Samohut” Subotkiewicz – klawisze
- Włodzimierz „Kinior” Kiniorski – saksofon, flet, śpiew
- Jarosław „Gruszka” Ptasiński – konga

## Produkcja
- Mikser – Zuber
- Remiks – Robert Brylewski i Piotr Subotkiewicz
- Remastering wydania kompaktowego – Piotr Krasny
- Techniczny zespołu – Partyzant